# Арчеули
Арчеули (груз. არჩეული) — село в Грузии, на территории Ланчхутского муниципалитета края (мхаре) Гурия.

## География
Село находится в западной части Грузии, на берегу реки Учагали, на расстоянии приблизительно 9 километров (по прямой) к западо-юго-западу от города Ланчхути, административного центра муниципалитета. Абсолютная высота — 65 метров над уровнем моря.

## Население
По результатам официальной переписи населения 2014 года, в Арчеули проживало 352 человека (172 мужчины и 180 женщин). В национальной структуре населения грузины составляли 99,7 %, греки — 0,3 %.
| Год  | Население, человек |
| ---- | ------------------ |
| 2002 | 391                |
| 2014 | ↘ 352              |